# Mario Rossi (fumettista 1946)
Mario Rossi (Genova, 3 luglio 1946) è un fumettista italiano.

## Biografia
Si trasferì a Roma nel 1968 lavorando come pittore. Esordì come fumettista agli inizi degli anni settanta quando si unì allo studio di Sergio Rosi nel 1970 dove collaborò alla realizzazione delle serie erotiche Oltretomba e Jacula; nel 1974 iniziò a collaborare al settimanale Corriere dei ragazzi per il quale realizzò varie storie autoconclusive. Nel 1977 passa a Il Giornalino per il quale realizza le serie Max Mado, Agente Allen e diversi episodi de La pattuglia ecologica. Nel 1979 collabora insieme a nomi come Magnus e Leone Frollo ad una serie di 5 numeri in stile Horror editi dalla Edifumetto “Fumetti Dell’Orrore” di cui è autore del volume 3 “Il Messia del Male”. Alla fine degli anni ottanta inizia una lunga collaborazione con la casa editrice Eli, per la quale pubblica storie scritte e disegnate da lui (Ispettore Falco, Cris e Betty, Zoom). Nel 1989 inizia a collaborare con la Sergio Bonelli Editore per la quale realizza inizialmente alcuni albi della serie Nick Raider e Mister No, per poi passare a quelle di genere fantascientifico come Zona X, Gregory Hunter e Nathan Never. Poi passa alla serie western Tex.